# Fred Vargas

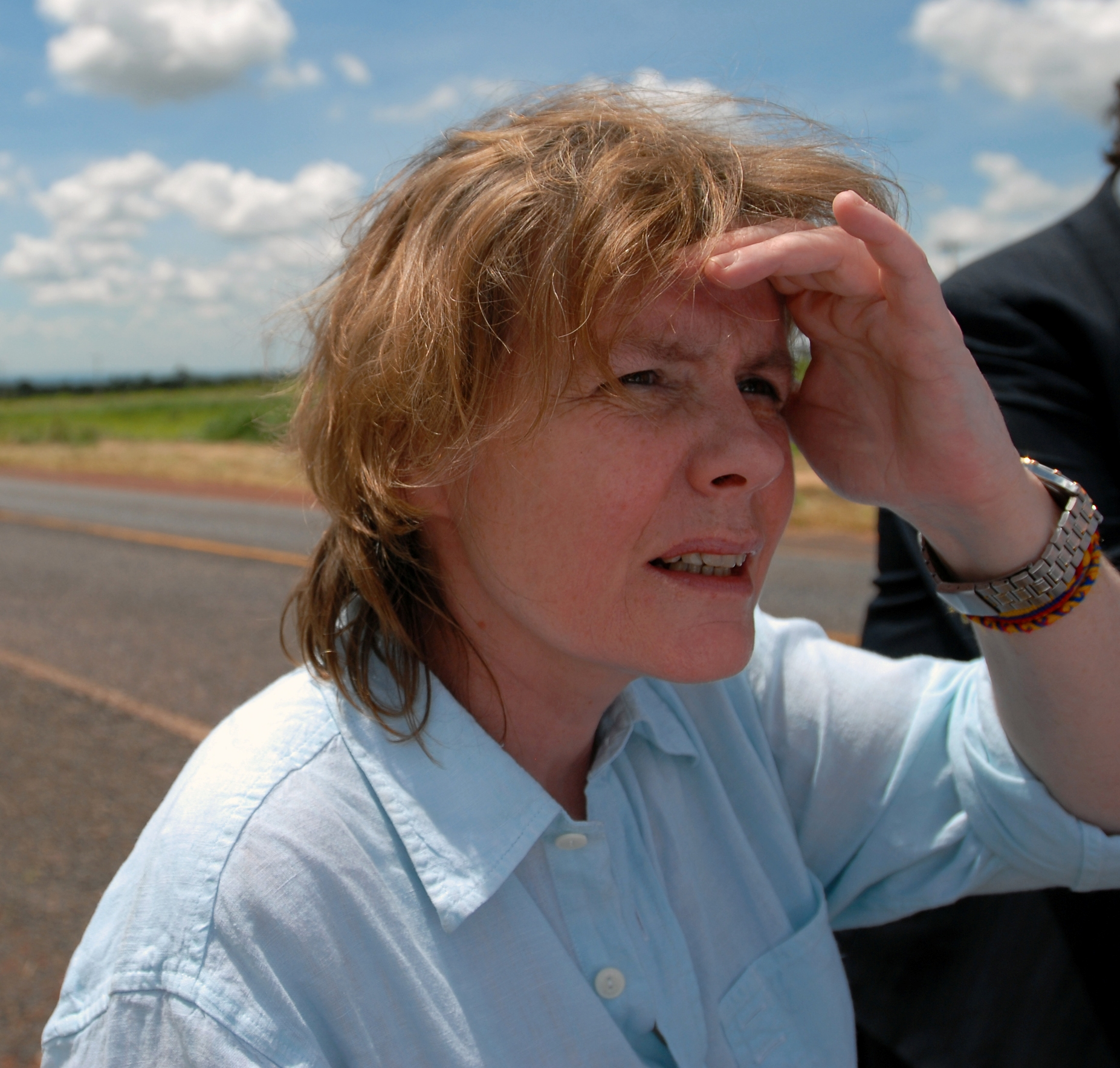
Fred Vargas, 2009

Fred Vargas [fʀɛd vaʀ'ɡaz] ist der Künstlername der französischen Schriftstellerin, Historikerin, Mittelalterarchäologin und Archäozoologin Frédérique Audoin-Rouzeau (* 7. Juni 1957 in Paris). Im Mittelpunkt vieler ihrer Kriminalromane steht der französische Kommissar Jean-Baptiste Adamsberg.
Das Pseudonym entstand aus der Abkürzung ihres Vornamens und dem Nachnamen der Filmfigur „Maria Vargas“ (Ava Gardner im Film „Die barfüßige Gräfin“).

## Leben
Fred Vargas ist die Tochter des Kulturjournalisten Philippe Audoin, eines Mitglieds der Surrealisten, und eine Schwester des Historikers Stéphane Audoin-Rouzeau. Ihre Zwillingsschwester, die Malerin Joëlle Audoin-Rouzeau, benutzte unter dem Pseudonym Jo Vargas den fiktiven Nachnamen bereits vor ihr.
Fred Vargas lebt mit ihrem Sohn im Pariser Stadtteil Montparnasse und arbeitet als Archäologin (Spezialgebiet Archäozoologie mit Schwerpunkt Mittelalter) beim CNRS. Seit 1986 schreibt sie in ihrer Ferienzeit Kriminalromane, distanzierte sich dabei später von ihrem Erstlingswerk Les Jeux de l’amour et de la mort, nachdem sie mit ihrem zweiten Roman, L’homme aux cercles bleus, 1991 ihren eigenen Stil gefunden hatte.
2004 wandte sie sich mit ihrem Eintreten für den ehemaligen Terroristen und heutigen Schriftsteller Cesare Battisti einem (kultur-)politischen Thema zu. Hintergrund ist die drohende Auslieferung zahlreicher Ex-Politstraftäter und heutiger Kulturschaffender an Italien, nachdem sie viele Jahre lang aufgrund eines Erlasses von François Mitterrand in Frankreich geduldet waren.
2019 veröffentlichte sie mit L’Humanité en péril. Virons de bord, toute! einen Essay über den Klimawandel, der in Frankreich große Aufmerksamkeit erhielt. Fred Vargas stellte ihn am 1. Mai in der französischen Literatursendung La Grande Librairie vor; der Titel gehörte im Mai 2019 zu den meistverkauften Sachbuchtiteln Frankreichs.

## Hauptfiguren ihrer Romane
Typisch für ihre Romanfiguren sind Skurrilität und Liebenswürdigkeit. Zwei Serien von Romanen um jeweils eine Gruppe von Ermittlern lassen sich unterscheiden – diese sind aber untereinander bekannt. Die Handlung der Romane hat etwas Groteskes, wobei Bezüge zum Surrealismus (einem Teil des familiären Hintergrunds der Autorin) unübersehbar sind, bleibt dabei jedoch stets logisch.

### Adamsberg
- Jean-Baptiste Adamsberg: Kommissar im 13. Arrondissement in Paris, der mit augenfälliger äußerer Langsamkeit seine Fälle durch Intuition löst, andererseits nicht versteht, wie andere durch Nachdenken zu einem Ergebnis kommen können
- Adrien Danglard, dessen Inspektor, der systematische und intellektuelle Gegenpol zu Adamsberg, der alleinerziehend fünf Kinder ernährt, dem Weißwein zugeneigt ist und den Gedanken seines Vorgesetzten oft nicht folgen kann
- Camille Forestier: Adamsbergs ehemalige und immer wiederkehrende Geliebte, die abwechselnd als Musikerin und Klempnerin arbeitet und am liebsten Werkzeug-Kataloge liest, so wie Markaris Kommissar Charitos Wörterbücher
- Mit Camille hat Adamsberg einen kleinen Sohn, Tom, um den er sich sporadisch kümmert.

### Kehlweiler und die „Evangelisten“
- Ludwig (Louis) Kehlweiler: Sohn einer Französin und eines deutschen Wehrmachtsoffiziers, ehemaliger Mitarbeiter des Innenministeriums, der über ein ausgedehntes Netzwerk von Informanten und ein ausführliches kriminalistisches Archiv verfügt und ständig die Kröte Bufo mit sich führt.
- Bewohner der „Baracke“ (im Original La Baraque Pourrie, auf Deutsch etwa „Bruchbude“), ein vierstöckiges Haus, dessen Erdgeschoss als Refektorium den vier Bewohnern (den „Evangelisten“) dient:
  - Mathias Delamarre, genannt Heiliger Matthäus: ein Prähistoriker, der im ersten Obergeschoss wohnt
  - Marc Vandoosler, genannt Heiliger Markus: ein Mediävist, der im zweiten Obergeschoss wohnt
  - Lucien Devernois, genannt Heiliger Lukas: ein Historiker mit Spezialgebiet Erster Weltkrieg (wie der Bruder der Autorin), der im dritten Obergeschoss wohnt
  - Armand Vandoosler, genannt Vandoosler der Ältere, ein ehemaliger Polizist und Onkel von Marc, der im vierten Obergeschoss wohnt.

## Auszeichnungen
- 1986: Prix du premier roman policier du Festival de Cognac, für Les Jeux de l’amour et de la mort
- 1996: Prix Mystère de la critique, für Debout les morts (1995, Die schöne Diva von St. Jacques)
- 1999: Prix Sang d’encre des lycéens, für L’homme à l’envers
- 2000: Prix Mystère de la critique, für L’homme à l’envers (1999, Bei Einbruch der Nacht)
- 2000: Le Grand Prix du Roman Noir, für L’homme à l’envers
- 2001: Prix Alph-Art du meilleur scénario beim Festival International de la Bande Dessinée d’Angoulême, für Les quatre fleuves, zusammen mit Edmond Baudoin
- 2002: Prix des Libraires, für Pars vite et reviens tard
- 2004: Deutscher Krimi Preis International, 1. Platz, für Fliehe weit und schnell (Pars vite et reviens tard)
- 2004: Prix Sang d'Encre des lycéens, für Sous les vents de Neptune
- 2005: Krimi des Jahres 2004 (Platz 3) in der KrimiWelt-Bestenliste, für Der vierzehnte Stein  (Sous les vents de Neptune)
- 2005: Prix Européen des Jeunes Lecteurs, für Pars vite et reviens tard
- 2006: The Duncan Lawrie International Dagger, für The Three Evangelists (Debout les morts)
- 2007: Krimi des Jahres 2006 (Platz 3) in der KrimiWelt-Bestenliste, für Die dritte Jungfrau (Dans les bois éternels)
- 2007: The Duncan Lawrie International Dagger, für Wash this Blood Clean from my Hand (Sous les vents de Neptune)
- 2008: Finnischer Krimipreis, für ihr bis dahin ins Finnische übersetztes Werk
- 2009: Corine – Internationaler Buchpreis, für das Hörbuch Der verbotene Ort (gelesen von Barbara Nüsse, Laudator Mark Benecke)
- 2010: Krimi des Jahres 2009 (Platz 2) in der KrimiWelt-Bestenliste, für Der verbotene Ort (Un Lieu Incertain)
- 2012: Ripper Award, für das Gesamtwerk
- 2013: Krimi des Jahres 2012 (Platz 1) in der KrimiWelt-Bestenliste, für Die Nacht des Zorns
- 2013: CWA International Dagger, für The Ghost Riders of Ordebec (L’Armée furieuse)
- 2016: Deutscher Krimi Preis International, 2. Platz, für Das barmherzige Fallbeil
- 2018: Prinzessin-von-Asturien-Preis für Literatur

## Werke, geordnet nach Hauptfiguren

### Adamsberg
- L’homme aux cercles bleus, 1991, deutsch: Es geht noch ein Zug von der Gare du Nord. Kriminalroman, Aufbau-Verlag, Berlin 2003, ISBN 3-7466-1516-X.
- L’homme à l’envers, 1999, deutsch: Bei Einbruch der Nacht. Kriminalroman, Aufbau-Verlag, Berlin 2005, ISBN 3-7466-2158-5.
- Les quatre fleuves, mit Illustrationen von Edmond Baudoin, 2000, Roman-Comic, ISBN 2-87858-134-2. Deutsch: Das Zeichen des Widders, Aufbau-Verlag 2008, ISBN 978-3-351-03250-0.
- Pars vite et reviens tard, 2001, deutsch: Fliehe weit und schnell. Roman. Aufbau-Verlag, Berlin 2004, ISBN 3-7466-2115-1.
- Coule la Seine. Nouvelles policières: Salut et liberté. La nuit des brutes. Cinq francs pièce. 2002, ISBN 2-87858-166-0 (im Reclam-Verlag Fremdsprachentexte, ISBN 3-15-009136-5), deutsch: Die schwarzen Wasser der Seine, Kriminalgeschichten: Salut et liberté, Die Nacht der Barbaren, Fünf Francs das Stück, Aufbau-Verlag Berlin 2007, ISBN 978-3-7466-2350-4.
- Sous les vents de Neptune, 2004, deutsch: Der vierzehnte Stein. Roman, Aufbau-Verlag, Berlin 2005, ISBN 3-351-03030-4.
- Dans les bois éternels, 2006, ISBN 2-87858-233-0, deutsch: Die dritte Jungfrau. Kriminalroman, Aufbau-Verlag, Berlin 2007, ISBN 978-3-351-03205-0.
- Un Lieu Incertain, 2008, deutsch: Der verbotene Ort, Aufbau-Verlag, Berlin 2009, ISBN 978-3-351-03256-2.
- Le marchand d`éponges, 2010, deutsch: Die Tote im Pelzmantel, Aufbau-Verlag, Berlin 2011, ISBN 978-3-351-03351-4. (Graphic Novel, mit Edmond Baudoin)
- L’armée furieuse, 2011, deutsch: Die Nacht des Zorns, Aufbau-Verlag, Berlin 2012, ISBN 978-3-351-03380-4.
- Temps glaciaires, 2015, deutsch: Das barmherzige Fallbeil, Limes Verlag, 2015, ISBN 978-3-8090-2659-4.
- Quand sort la recluse, 2017, deutsch: Der Zorn der Einsiedlerin, Limes Verlag, 2018, ISBN 978-3-8090-2693-8.
- Sur la dalle, 2023, deutsch: Jenseits des Grabes, Limes Verlag, 2024, ISBN 978-3-8090-2782-9.

### Kehlweiler und die „Evangelisten“
- Debout les morts, 1995, deutsch: Die schöne Diva von Saint-Jacques. Kriminalroman, Aufbau-Verlag, Berlin 2000, ISBN 3-7466-1519-4.
- Un peu plus loin sur la droite, 1996, deutsch: Das Orakel von Port Nicolas. Kriminalroman, Aufbau-Verlag, Berlin 2003, ISBN 3-7466-1514-3.
- Sans feu ni lieu, 1997, deutsch: Der untröstliche Witwer von Montparnasse. Kriminalroman, Aufbau-Verlag, Berlin 2004, ISBN 3-7466-1511-9. (Wird im Buch fälschlich als der zweite Krimi der drei Jungakademiker bezeichnet, vermutlich weil vor dem „Orakel“ übersetzt: das deutsche Copyright datiert auf 1999, das des „Orakels“ auf 2001.)

### Sonstige
- Les jeux de l’amour et de la mort, 1986, ISBN 2-7024-7856-5.
- Ceux qui vont mourir te saluent, 1994, deutsch: Im Schatten des Palazzo Farnese. Kriminalroman. Aufbau-Verlag, Berlin 2003, ISBN 3-7466-1515-1.
- Le Marchand d’éponges, mit Illustrationen von Edmond Baudoin, Librio n°980, 2010, ISBN 978-2-290-02718-9. Deutsch: Die Tote im Pelzmantel, Aufbau-Verlag 2011, ISBN 978-3-351-03351-4.
- Petit traité de toutes vérités sur l'existence, Essay, 2001, deutsch: Vom Sinn des Lebens, der Liebe und dem Aufräumen von Schränken, Aufbau-Verlag, Berlin 2005, ISBN 3-351-02602-1.
- Critique de l’anxiété pure, Essay, 2003, deutsch:  Von der Liebe, linken Händen und der Angst vor leeren Einkaufskörben, Aufbau-Verlag, Berlin 2015, ISBN 978-3-7466-3112-7.
- La vérité sur Cesare Battisti. Viviane Harny, Paris 2004, ISBN 2-87858-195-4.
- L’Humanité en péril. Virons de bord, toute! Essay. Flammarion, Paris 2019, ISBN 978-2-08-149086-4.

## Verfilmungen
- Pars vite et reviens tard („Fliehe weit und schnell“) wurde 2007 unter der Regie von Régis Wargnier verfilmt und unter dem Titel Saat des Todes in Deutschland auf DVD herausgegeben. Die englische Fassung wurde unter den Verleihtiteln Seeds of Death und Have Mercy on Us All veröffentlicht.
- Zwischen 2008 und 2010 entstanden unter der Regie von Josée Dayan mehrere Kriminalverfilmungen für das Fernsehen (Sous les vents de Neptune, L'homme à l'envers, L'homme aux cercles bleus und Un lieu incertain), in denen jeweils Jean-Hugues Anglade in die Rolle von Fred Vargas’ Serienheld Jean-Baptiste Adamsberg schlüpfte.

## Hörbücher (Auszug)
- Es geht noch ein Zug vom Gare du Nord. gelesen von Ulrich Matthes u. a. Der Audio Verlag (DAV), Berlin 2003, ISBN 3-89813-312-5.
- Der vierzehnte Stein. gelesen von Gesine Cukrowski. Der Audio Verlag (DAV), Berlin 2005, ISBN 3-89813-515-2.
- Vom Sinn des Lebens, der Liebe und dem Aufräumen von Schränken. gelesen von Sabine Swoboda. TechniSat Radioropa, 2006, ISBN 3-86667-448-1. (3 CDs 225 Min.)
- Die dritte Jungfrau. gelesen von Volker Risch u. a. Der Audio Verlag (DAV), Berlin 2007, ISBN 978-3-89813-625-9.
- Fliehe weit und schnell. gelesen von Suzanne von Borsody. Der Audio Verlag (DAV), Berlin 2007, ISBN 978-3-89813-675-4. (6 CDs 432 Min.)
- Das Zeichen des Widders. gelesen von Volker Risch u. a. Der Audio Verlag (DAV), Berlin 2008.
- Bei Einbruch der Nacht. gelesen von Suzsanne von Borsody. Der Audio Verlag (DAV) Berlin, 4 CDs 339 Min. 2009, ISBN 978-3-89813-851-2.
- Der verbotene Ort. gelesen von Barbara Nüsse. Der Audio Verlag (DAV), Berlin 2009, ISBN 978-3-89813-854-3. (6 CDs 512 Min.)
- Die Nacht des Zorns. gelesen von Volker Lechtenbrink. Lübbe Audio 2012, ISBN 978-3-7857-4700-1. (gekürzt 6 CDs 439 Min.)
- Die Nacht des Zorns. gelesen von Helmut Krauss. 2012. (ungekürzt Hörbuch-Download 900 Min.)
- Das barmherzige Fallbeil. gelesen von Hannelore Holger. Random House Audio, München 2017, ISBN 978-3-8371-3987-7.
- Der Zorn der Einsiedlerin. gelesen von Volker Lechtenbrink. Random House Audio, 2018, ISBN 978-3-8371-4308-9.